# Jan Wypiorczyk
Jan Wypiorczyk (ur. 22 stycznia 1947 w Łodzi, zm. 8 listopada 2011) – polski zapaśnik, trener, olimpijczyk z Meksyku 1968 i Monachium 1972.
Startował w wadze średniej w stylu wolnym. Reprezentował klub Budowlani Łódź w latach 1961-1972 z dwuletnią przerwą (służba wojskowa) w latach 1969-1970 kiedy to reprezentował klub Grunwald Poznań. Był wychowankiem trenera Jana Kauca.
Trzykrotnie (w latach 1968, 1970, 1972) wywalczył mistrzostwo Polski w wadze średniej.
Uczestnik mistrzostw świata w latach 1970 - 14. miejsce i 1971 - 8. miejsce. Uczestnik mistrzostw Europy w których zajmował 6. miejsce (1972) oraz dwukrotnie 7. miejsce (1968, 1969).
Na igrzyskach w roku 1968 zremisował jedną walkę, a drugą przegrał i zajął miejsca 16.-17.
Na igrzyskach w roku 1972 po dwóch zwycięstwach i dwóch porażkach w eliminacjach ostatecznie został sklasyfikowany na 8. miejscu.
Po zakończeniu kariery sportowej prowadził szkolenie młodzieży w macierzystym klubie Budowlani Łódź.